# Transports en commun de Saint-Dizier
Ticéa est le nom commercial du réseau d'autobus de la ville de Saint-Dizier ainsi que agglomération, dans le département de la Haute-Marne.

## Histoire
Le premier réseau du transport en commun de Saint-Dizier fut mis en service à la rentrée 2002 sous le nom de City Bus, puis renommé en Ticéa en février 2007. En juillet 2012, la société Transdev a commencé à gérer le réseau avec une importante restructuration.

## Réseau

### Ligne régulière
| Ligne | Caractéristiques | Caractéristiques                                               | Caractéristiques                                               | Caractéristiques                                               | Caractéristiques                                               | Caractéristiques                                               | Caractéristiques                                               | Caractéristiques                                               | Caractéristiques                                               |
| 1     | Saint-Dizier — Alizé ⥋ Saint-Dizier — Chêne Saint-Amand | Saint-Dizier — Alizé ⥋ Saint-Dizier — Chêne Saint-Amand        | Saint-Dizier — Alizé ⥋ Saint-Dizier — Chêne Saint-Amand        | Saint-Dizier — Alizé ⥋ Saint-Dizier — Chêne Saint-Amand        | Saint-Dizier — Alizé ⥋ Saint-Dizier — Chêne Saint-Amand        | Saint-Dizier — Alizé ⥋ Saint-Dizier — Chêne Saint-Amand        | Saint-Dizier — Alizé ⥋ Saint-Dizier — Chêne Saint-Amand        | Saint-Dizier — Alizé ⥋ Saint-Dizier — Chêne Saint-Amand        | Saint-Dizier — Alizé ⥋ Saint-Dizier — Chêne Saint-Amand        |
| ----- | --- | -------------------------------------------------------------- | -------------------------------------------------------------- | -------------------------------------------------------------- | -------------------------------------------------------------- | -------------------------------------------------------------- | -------------------------------------------------------------- | -------------------------------------------------------------- | -------------------------------------------------------------- |
| 1     | Ouverture / Fermeture 29 mars 2018 / — | Longueur 7,4 km                                                | Durée 28 min                                                   | Nb. d’arrêts 21                                                | Matériel Standards                                             | Jours de fonctionnement L, Ma, Me, J, V, S                     | Jour / Soir / Nuit / Fêtes O / N / N / N                       | Voy. / an —                                                    | Exploitant —                                                   |
| 1     | Desserte : - Villes et stations : Saint-Dizier (Alizé, Sainte-Thérèse, Meuse, Blaise Pascal, Allendé, Anne Frank, La Loubert, Clos Lapierre, Général Serrail, Centre Nautique, Verdun, Hôtel de Ville, Gambetta, De Lattre, Petit Bourg, Levant, Etats-Unis, Victor Basch, Perthuis, Les Loyes, Chêne Saint-Amand) - Gares desservies : Saint-Dizier                                                                |                                                                |                                                                |                                                                |                                                                |                                                                |                                                                |                                                                |                                                                |
| 1     | Autre : - Arrêts non accessibles aux UFR : - Particularités : - Les stations De Lattre et Petit Bourg sont uniquement desservies en direction d'Alizé - Date de dernière mise à jour : 29 octobre 2019. |                                                                |                                                                |                                                                |                                                                |                                                                |                                                                |                                                                |                                                                |
| 1     | Dernière actualisation : — |                                                                |                                                                |                                                                |                                                                |                                                                |                                                                |                                                                |                                                                |
| 2     | Bettancourt-la-Ferrée — Hôpital ⥋ Saint-Dizier — Saint-Exupéry | Bettancourt-la-Ferrée — Hôpital ⥋ Saint-Dizier — Saint-Exupéry | Bettancourt-la-Ferrée — Hôpital ⥋ Saint-Dizier — Saint-Exupéry | Bettancourt-la-Ferrée — Hôpital ⥋ Saint-Dizier — Saint-Exupéry | Bettancourt-la-Ferrée — Hôpital ⥋ Saint-Dizier — Saint-Exupéry | Bettancourt-la-Ferrée — Hôpital ⥋ Saint-Dizier — Saint-Exupéry | Bettancourt-la-Ferrée — Hôpital ⥋ Saint-Dizier — Saint-Exupéry | Bettancourt-la-Ferrée — Hôpital ⥋ Saint-Dizier — Saint-Exupéry | Bettancourt-la-Ferrée — Hôpital ⥋ Saint-Dizier — Saint-Exupéry |
| 2     | Ouverture / Fermeture 29 mars 2018 / — | Longueur 9,6 km                                                | Durée 28 min                                                   | Nb. d’arrêts 25                                                | Matériel Standards                                             | Jours de fonctionnement L, Ma, Me, J, V, S                     | Jour / Soir / Nuit / Fêtes O / N / N / N                       | Voy. / an —                                                    | Exploitant —                                                   |
| 2     | Desserte : - Villes et stations : Bettancourt-la-Ferrée (Hôpital, Denis Mougeot, Bettancourt Mairie), Saint-Dizier (Barbaux, Anne Frank, La Loubert, Clos Lapierre, Général Serrail, Centre Nautique, Verdun, Hôtel de Ville, Gambetta, De Lattre, Petit Bourg, Gigny, Montants, Ortiz, Kennedy, Jean Camus, Alizé, Sainte-Thérèse, Meuse, Blaise Pascal, Garonne, Saint-Exupéry) - Gares desservies : Saint-Dizier |                                                                |                                                                |                                                                |                                                                |                                                                |                                                                |                                                                |                                                                |
| 2     | Autre : - Arrêts non accessibles aux UFR : - Particularités : - Les stations De Lattre et Petit Bourg sont uniquement desservies en direction d'Hôpital - Date de dernière mise à jour : 29 octobre 2019. |                                                                |                                                                |                                                                |                                                                |                                                                |                                                                |                                                                |                                                                |
| 2     | Dernière actualisation : — |                                                                |                                                                |                                                                |                                                                |                                                                |                                                                |                                                                |                                                                |
| 3     | Saint-Dizier — Henry-Bordeaux ⥋ Saint-Dizier — Marnaval | Saint-Dizier — Henry-Bordeaux ⥋ Saint-Dizier — Marnaval        | Saint-Dizier — Henry-Bordeaux ⥋ Saint-Dizier — Marnaval        | Saint-Dizier — Henry-Bordeaux ⥋ Saint-Dizier — Marnaval        | Saint-Dizier — Henry-Bordeaux ⥋ Saint-Dizier — Marnaval        | Saint-Dizier — Henry-Bordeaux ⥋ Saint-Dizier — Marnaval        | Saint-Dizier — Henry-Bordeaux ⥋ Saint-Dizier — Marnaval        | Saint-Dizier — Henry-Bordeaux ⥋ Saint-Dizier — Marnaval        | Saint-Dizier — Henry-Bordeaux ⥋ Saint-Dizier — Marnaval        |
| 3     | Ouverture / Fermeture 29 mars 2018 / — | Longueur 8,5 km                                                | Durée de 22 à 37 min                                           | Nb. d’arrêts 24                                                | Matériel Standards                                             | Jours de fonctionnement L, Ma, Me, J, V, S                     | Jour / Soir / Nuit / Fêtes O / N / N / N                       | Voy. / an —                                                    | Exploitant —                                                   |
| 3     | Desserte : - Villes et stations : Saint-Dizier (Henry-Bordeaux, Planchottes, Cité de l'Est, Collège La Noue, La Noue, Ernest Renan, Jean Jaurès, Gambetta, Hôtel de Ville, Petit Bourg, De Lattre, Gambetta, Pasteur, Godard Jeanson, Capucins, Stade Ch Jacquin, Pierre Bérégovoy, Marina, Les Loyes, Jacques Monod, Place Barbusse, Champagne, Savoie, Marnaval) - Gares desservies : Saint-Dizier à 400 mètres   |                                                                |                                                                |                                                                |                                                                |                                                                |                                                                |                                                                |                                                                |
| 3     | Autre : - Arrêts non accessibles aux UFR : - Particularités : - Les stations De Lattre, Petit Bourg, Hôtel de Ville et Collège La Noue sont uniquement desservies en direction d'Henry-Bordeaux - Les stations Planchottes et Cité de l'Est sont uniquement desservies par deux courses en semaine scolaire - Date de dernière mise à jour : 29 octobre 2019.                                                       |                                                                |                                                                |                                                                |                                                                |                                                                |                                                                |                                                                |                                                                |
| 3     | Dernière actualisation : — |                                                                |                                                                |                                                                |                                                                |                                                                |                                                                |                                                                |                                                                |

### Ligne scolaire
Le réseau Ticéa possède 3 lignes scolaires: 11, 13 et 14, recouvrent le territoire de l'agglomération, fonctionnent du lundi au vendredi en période scolaire, accessibles aux clients commerciaux dans la limite des places disponibles.

### Ligne TAD
Le réseau Ticéa offre trois lignes de TAD (Transport à la demande).